# Projector mono-LCD

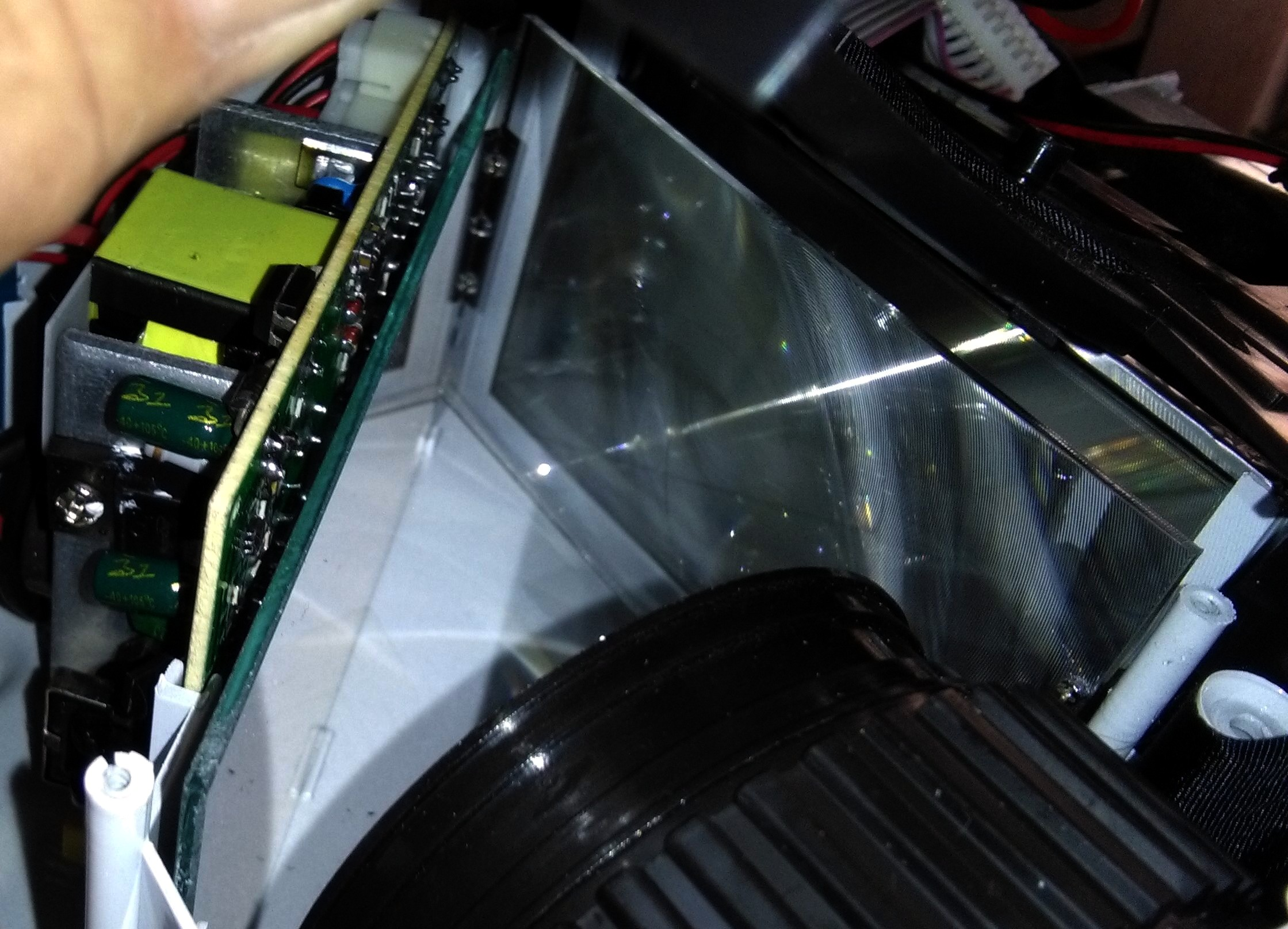
Interior d'un projector de mono-LCD de 4,5" + lents de Fresnel, mirall 45° i una lent de triplet

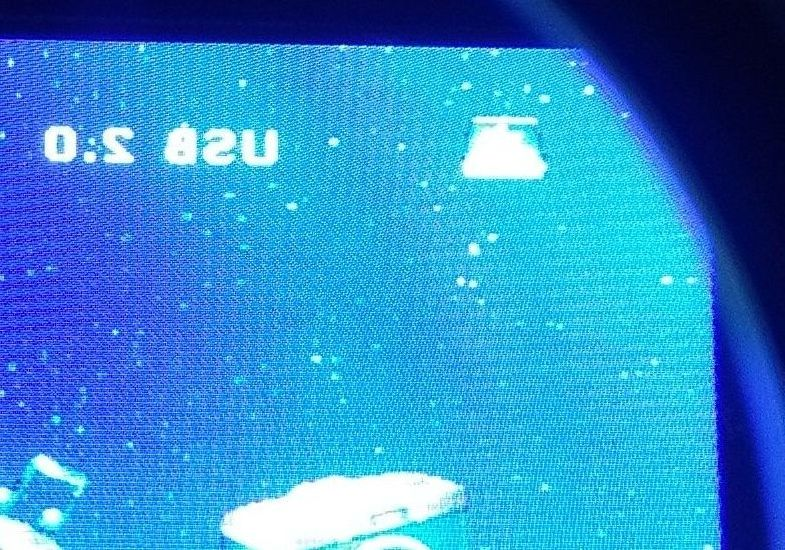
Panell LCD d'un projector mono-LCD amb línies horitzontals

Un projector mono-LCD o projector d'un LCD és un tipus de projector per a la visualització de vídeo, imatges o dades informàtiques sobre una pantalla o una altra superfície plana, que utilitza com a element generador d'imatge un únic panell LCD amb un pas de tríades RGB prou petit perquè no siguin perceptibles dins d'un cert rang de grandària de la pantalla projectada.

## Antecedents

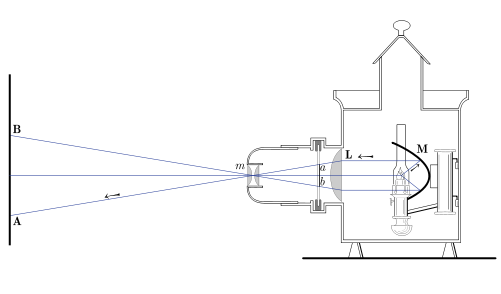
Esquema de Llanterna màgica.

Els primers projectors es van fer utilitzant projectors de diapositives, és a dir com si fos una llanterna màgica, posant un panell LCD en lloc de la diapositiva, o també utilitzant la reflexió en lloc de la refracció (com en un episcopi). S'il·luminaven amb bombetes normals o bé halògenes, però es va aconseguir fer-los més eficients quan es va poder utilitzar la tecnologia d'il·luminació dels LED de potència, ja que la calor de la làmpada escalfava el panell LCD distorsionant la imatge.

### Panell de projecció
L'antecedent més directe del projector mono-LCD va ser el panell de projecció, un dispositiu que, tot i que avui és obsolet, va ser utilitzat com un projector de pantalla de PC, per fer presentacions i conferències, durant la segona meitat de la década de 1980. El panell de projecció tenia un panell LCD translúcid, amb un ventilador per refrigerar-lo i funcionava amb un retroprojector de transparències per projectar la imatge generada. El panell es col·locava damunt la base del retroprojector, i actuava com un tros de transparència.

## Funcionament

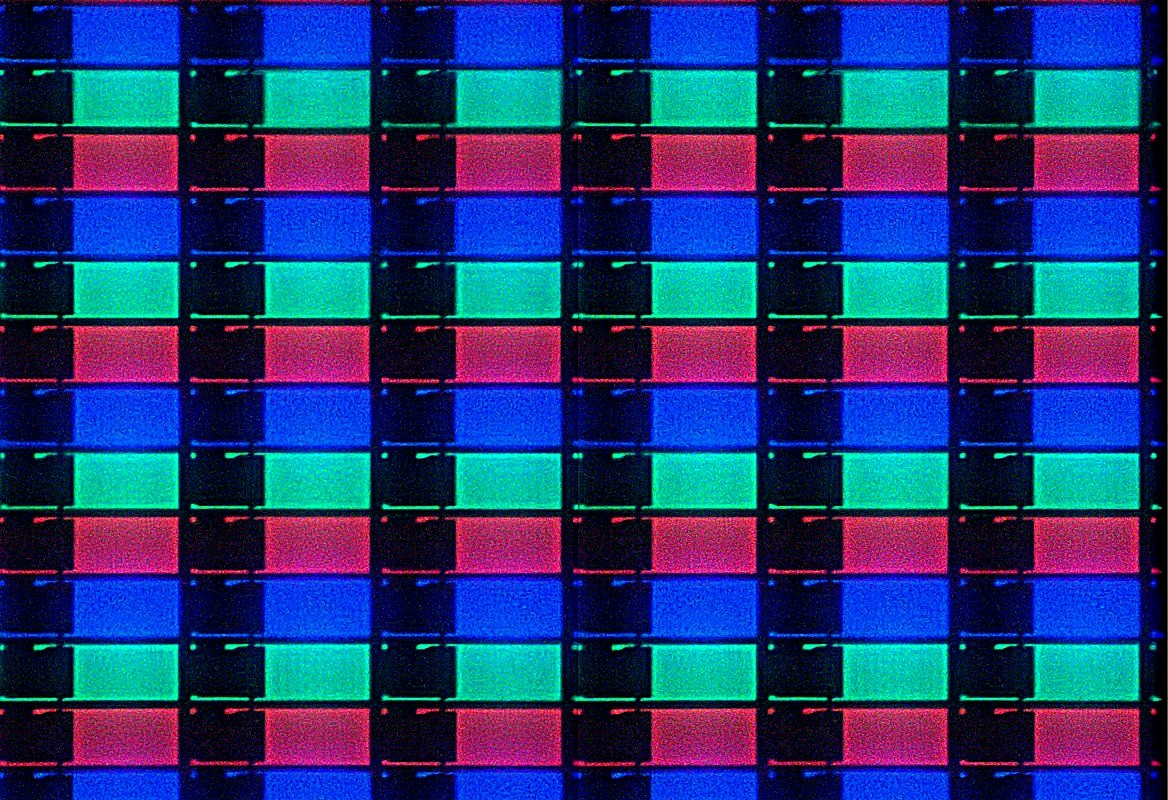
Simulació de les línias horitzontals d'un panell LCD d'un projector mono-LCD.

Es fa passar la llum, procedent del LED de potència, a través del panell LCD, que té uns píxels que poden ser modulats en diferents estats: cada píxel pot ser enfosquit fins a quedar totalment opac (negre absolut), decolorat fins a ser totalment transparent (permetent passar la totalitat de la llum per generar un blanc total) o bé ombrejat en diferents graus de translucidesa (pels diferents tons de gris). Aquest tercer cas és similar a com els dígits d'un rellotge digital apareixen d'un negre fort quan la pila és nova, però comencen a destenyir-se gradualment a mesura que la bateria es debilita. D'aquesta manera, el nivell de brillantor de cada píxel per a cada color primari es pot controlar de manera molt precisa fins a donar-li el color i nivell de brillantor específics que són necessaris per poder formar la imatge projectada.
Normalment s'utilitza una làmpada LED atès que aquestes làmpades generen menys escalfor (encara que cal posar-hi un radiador d'aire forçat o un radiador d'aigua). Aquestes làmpades LED tenen la capacitat de produir una llum de gran intensitat dins d'una àrea petita i amb potències de fins a 200W, amb una temperatura de color (>6700 K) ideal per als projectors de vídeo. Actualment es fabriquen projectors d'un LCD, amb un rang que va des dels mini-projectors de 80 lumen fins als de 3.500 lumen ANSI (American National Standards Institute).

## Projector LED DIY

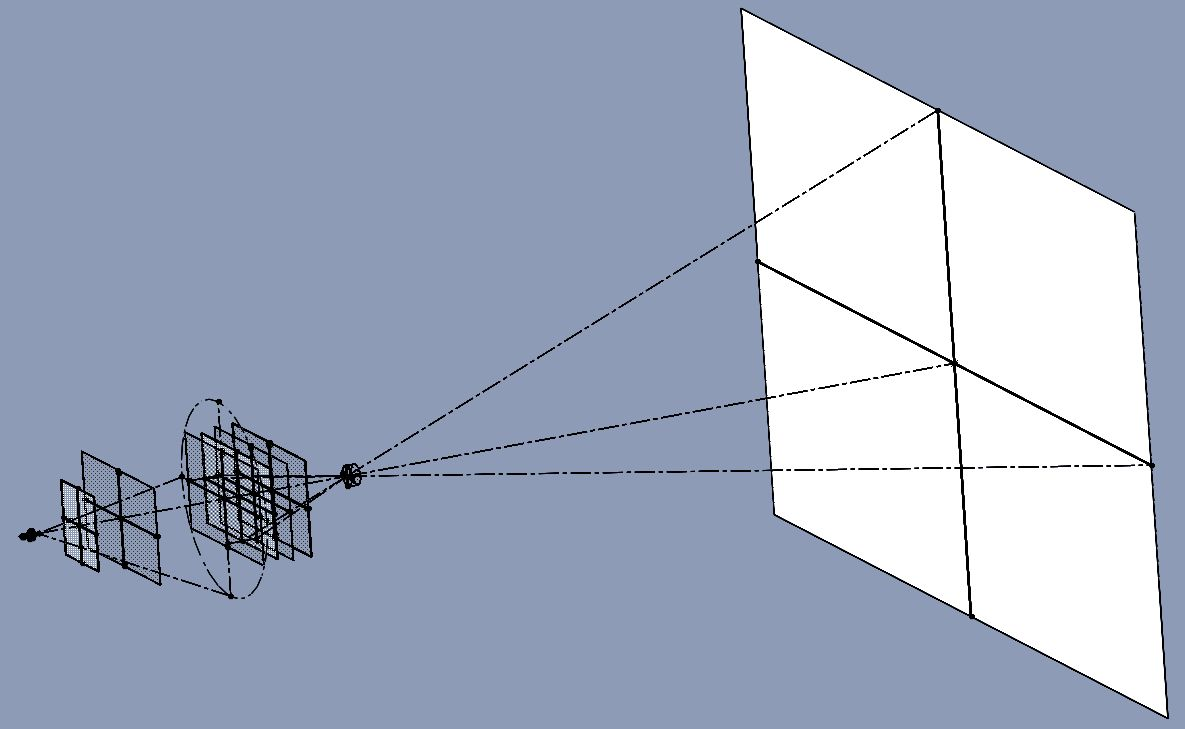
Disseny OpenDisplay sota llicència GNU.

S'havien fet prototips com a mínim des del 18-8-2001 amb làmpades d'halur metàl·lic o de Xenon, millorant el disseny el 4-6-2002 i el 5-12-2002 però calia refrigerar-los molt bé, altrament sorgien distorsions d'imatge en escalfar-se el panell LCD, que es van resoldre amb escreix quan es va estar disponible la tecnologia d'il·luminació LED.
L'inconvenient era que la calor de la làmpada escalfava el panell LCD, i no es refrigerava bé la imatge es degradava fent remolins de color al cap d'un temps. Més tard es van fer prototips del tipus de divisor de feix, on la llum de la làmpada halògena es reflectia en angle recte cap al panell LCD, amb un turbo-ventilador refredant el conjunt, amb un resultat prou bo.

### Open display - GNU Licence
Finalment es va arribar a un estàndard per a visualitzar les imatges, per als projectors LED mono-LCD: s'envia la llum d'una làmpada LED de potència, filtrada per un condensador, sobre un panell de cristall líquid que està muntat en una espècie de sandvitx entre dues lents de Fresnel, després és reflectit sobre un mirall per a escurçar la longitud de la caixa i finalment es projecta cap a l'exterior mitjançant un objectiu de triplet.

### Altres projectes
- 2013.05.16 - Caixa de fusta amb el disseny bàsic per a tota mena de projector LCD: "unsplit, split i unsplit folded" (Sense dividir, dividit i plegat sense dividir).[20]
- 2014.08.23 - Caixa metacrilat pintada .. Construcció casolana 2: Projector FHD amb LED de 200W.
- 2015.07.03 - Caixa metàl·lica: Projector de construcció casolana amb LED LCD V 2.0.[cal citació]

## Projectors LED

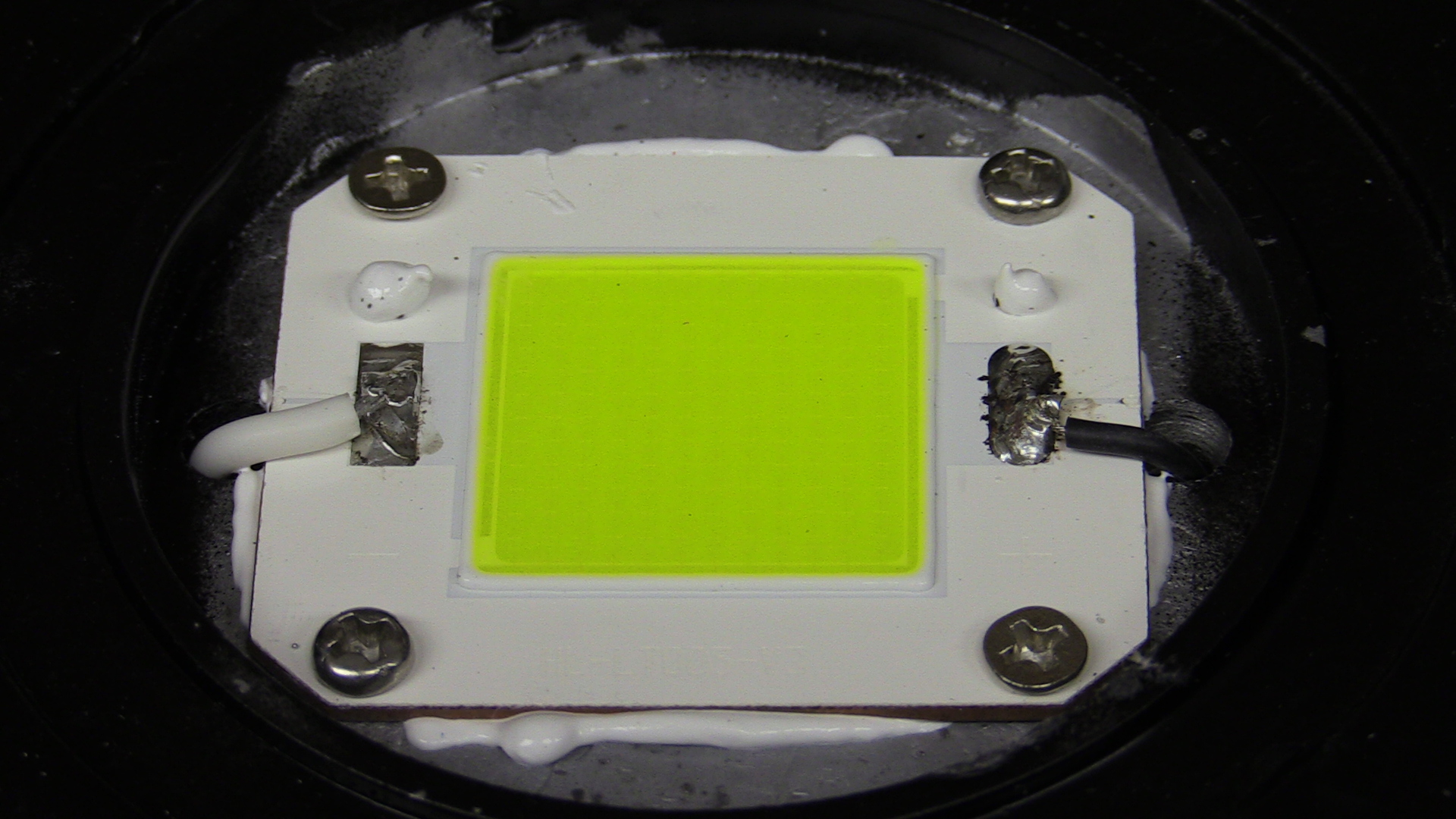
Làmpada LED de 200W emprada en un projector LED

Hi ha projectors LED de diverses tecnologies, atès que, a part dels projectors mono-LCD que ho han de ser a la força pels inconvenients d'escalfament del panell LCD, per a potències fins a 3500 lumen, tots els projectors actuals de les tres tecnologies clàssiques (3LCD, DLP, LCoS) han passat a utilitzar la "il·luminació d'estat sòlid" (tecnologia LED).
Hi ha altres tipus de projectors, que per raó de la seva mida, ja van estar obligats a utilitzar la tecnologia d'il·luminació LED des del seu naixement, com p.e. el micro-projector, o el pico-projector que fa ús d'un cristall líquid sobre silici o LCOS, similar al panell LCD, però més petit i que funciona per reflexió en lloc de refracció (com un episcopi).

## Factor de projecció

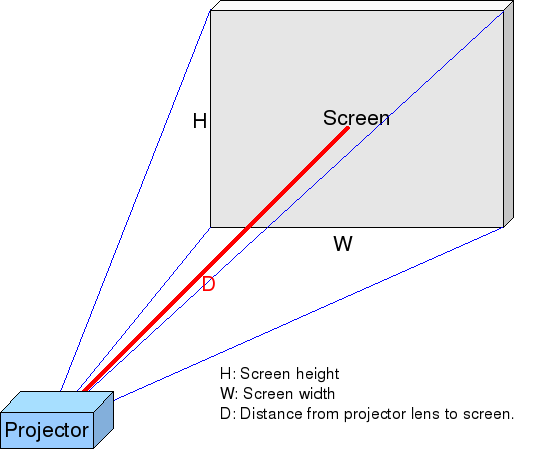
Factor de projecció

El Factor de projecció (Throw ratio) d'un projector. S'utilitza en instal·lar projectors per poder calcular la grandària de la pantalla projectada. Per exemple, si la relació de projecció és de 3:1 i el projector està a sis metres de distància de la pantalla, llavors l'ample de la pantalla serà de dos metres.